# Mycosphaerella polia
Mycosphaerella polia är en svampart som tillhör divisionen sporsäcksvampar, och som beskrevs av Franz Petrak. Mycosphaerella polia ingår i släktet Mycosphaerella, och familjen Mycosphaerellaceae. Arten är reproducerande i Sverige.